# واتسلاف هوورکا
واتسلاف هُوورکا (به چکی: Václav Hovorka) (زادهٔ ۱۹ سپتامبر ۱۹۳۱) بازیکن فوتبال اهل چکسلواکی سابق است.

## باشگاهی
از باشگاه‌هایی که او در آن‌ها بازی کرده‌است می‌توان به باشگاه فوتبال اسلاویا پراگ اشاره کرد.

## تیم ملی
هوورکا سابقهٔ چهار بازی در تیم ملی فوتبال چکسلواکی را در کارنامه دارد.